# ياكوب كيسيل
ياكوب كيسيل هو لاعب كرة قدم بولندي يلعب كمدافع مع نادي ليجيا وارسو.